# Torneo di Wimbledon 2019 - Doppio femminile in carrozzina
Yui Kamiji e Jordanne Whiley erano le campionesse in carica ma sono state sconfitte al primo turno da Diede De Groot e Aniek van Koot.
In finale De Groot e van Koot hanno sconfitto Marjolein Buis e Giulia Capocci con il punteggio di 6-1, 6-1.

## Teste di serie
1. Diede De Groot /  Aniek van Koot (campionesse)

1. Marjolein Buis /  Giulia Capocci (finale)

## Tabellone

### Legenda
| - Q = Qualificato - WC = Wild card - LL = Lucky loser | - ALT = Alternate - SE = Special Exempt - PR = Protected Ranking | - w/o = Walkover - r = Ritirato - d = Squalificato |

|  | Semifinali | Semifinali                           | Semifinali                           | Semifinali | Semifinali |  |  | Finale | Finale                        | Finale                        | Finale | Finale |  |
|  |            |                                      |                                      |            |            |  |  |        |                               |                               |        |        |  |
|  | 1          | Diede de Groot Aniek van Koot        | 3                                    | 7          | 6          |  |  |        |                               |                               |        |        |  |
|  |            | Yui Kamiji Jordanne Whiley           | 6                                    | 62         | 1          |  |  | 1      | Diede de Groot Aniek van Koot | Diede de Groot Aniek van Koot | 6      | 6      |  |
|  |            | Sabine Ellerbrock Kgothatso Montjane | Sabine Ellerbrock Kgothatso Montjane | 5          | 2          |  |  | 2      | Marjolein Buis Giulia Capocci | Marjolein Buis Giulia Capocci | 1      | 1      |  |
|  | 2          | Marjolein Buis Giulia Capocci        | Marjolein Buis Giulia Capocci        | 7          | 6          |  |  |        |                               |                               |        |        |  |